# Tanga

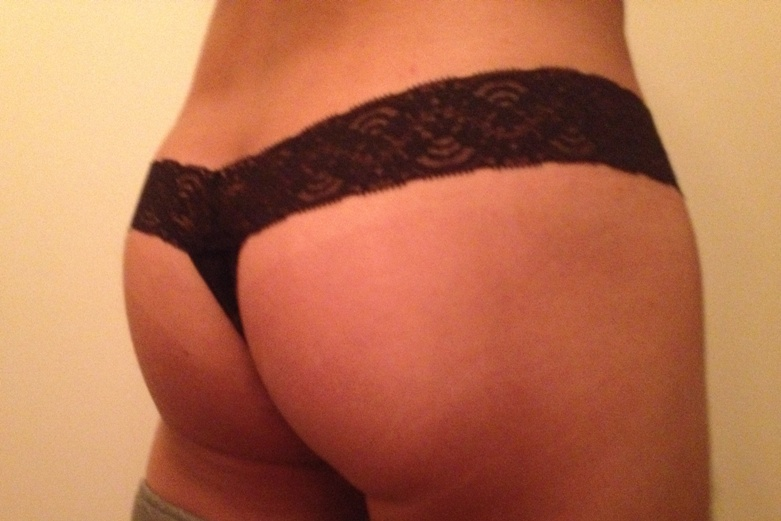
Tanga

Tanga jsou část oděvu zakrývající genitálie. Tento typ oděvu, používaný jako spodní prádlo nebo plavky, nezakrývá hýždě a v zadní části je proto minimální množství tkaniny. S přední části je spojena pruženkami kolem pasu a úzkým pruhem tkaniny nebo pružnými šňůrkami mezi hýžděmi. Střih typu tanga se používá i u jiných typů prádla např. body nebo u sportovních dresů a jednodílných plavek.
Jedná se o jeden z nejstarších typů oděvů, nošený příslušníky obou pohlaví již v některých primitivních kulturách Afriky, Asie či Jižní Ameriky. Dnes jsou tanga nošena především ženami. Jejich nošení však může zapříčinit gynekologické onemocnění či záněty.

## Etymologie
Samotné slovo tanga je pravděpodobně převzato z jazyka tupí přes portugalštinu nebo španělštinu, jelikož tanga moderního typu mají původ v Latinské Americe. Zajímavé je, že například v angličtině slovo tanga označuje podobný druh prádla, který ale neodhaluje hýždě. Tanga v pravém slova smyslu se v angličtině označují jako thong (řemínek, pásek).

## Historie
Tento způsob oblékání patří k nejstarším, původní formu, vyráběnou z kůže, stále užívají některé domorodé africké kmeny. Podobné je také tradiční japonské spodní prádlo fundoši. Striptérky podobný druh spodního prádla užívaly od dvacátých let 20. století.
V moderní době se tanga objevila v sedmdesátých letech 20. století v Brazílii jako dámské plavky. Vzhledem k tomu, že v Jižní Americe patří hýždě k nejobdivovanějším částem ženského těla, získaly poměrně rychle značnou popularitu a rozšířily se i do ostatních částí světa, zejména Evropy a Asie. V 90. letech došlo k jejich přijetí a širšímu rozšíření i ve Spojených státech.
Autorství moderních tang je připisováno módnímu návrháři Rudimu Gernreichovi, který v polovině 60. let vytvořil první plavky "nahoře bez", jež nazval monokiny. Svá tanga uvedl na scénu v roce 1974.

## Druhy tang

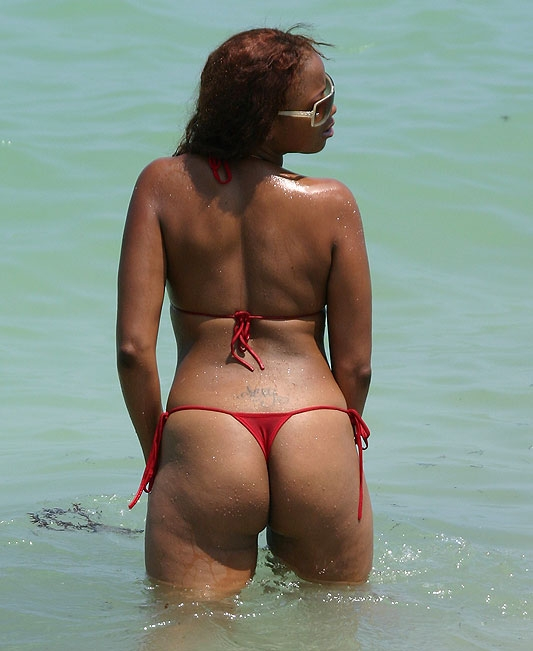
Plavky typu G-string

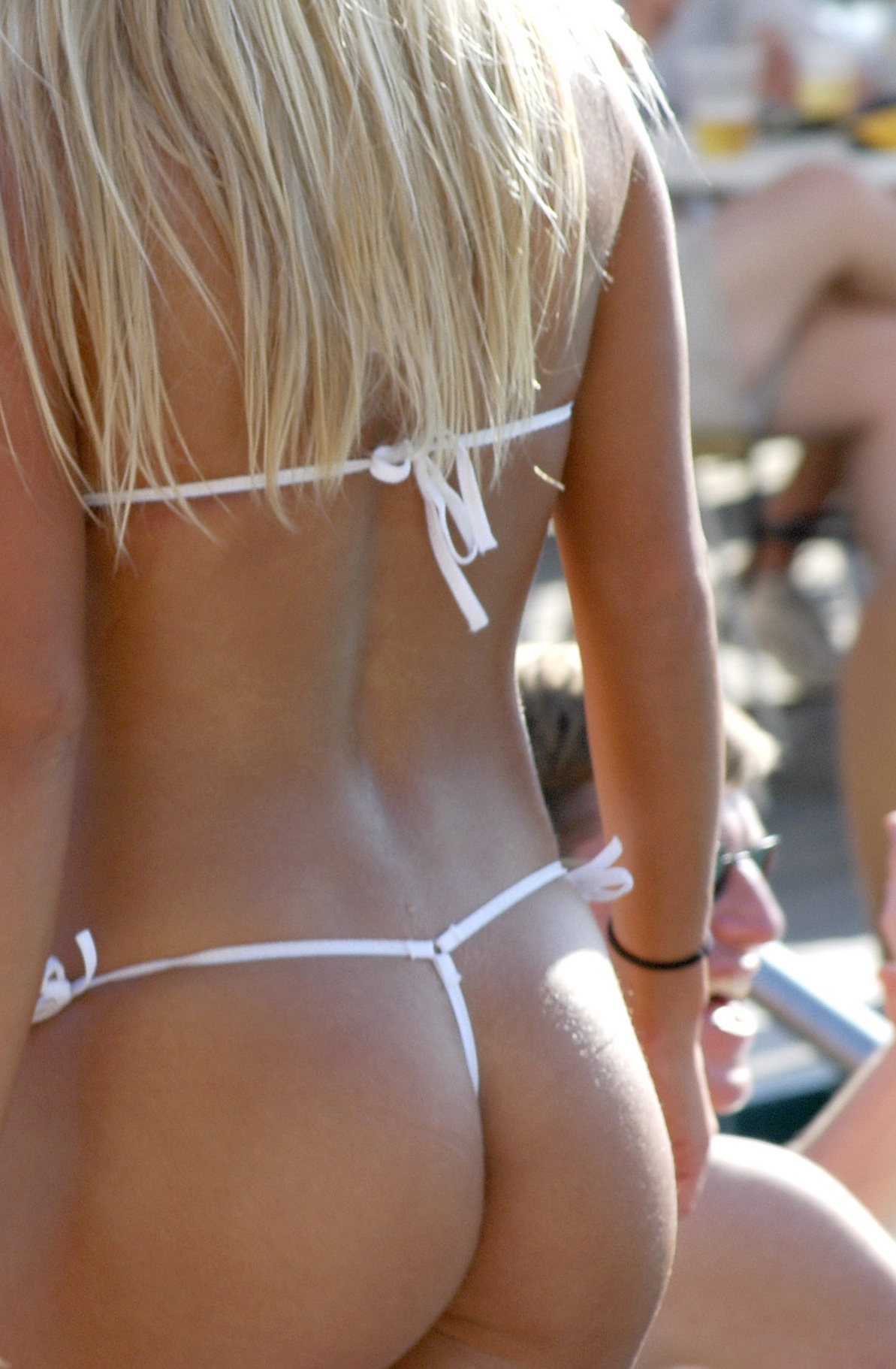
Zadní díl T-back

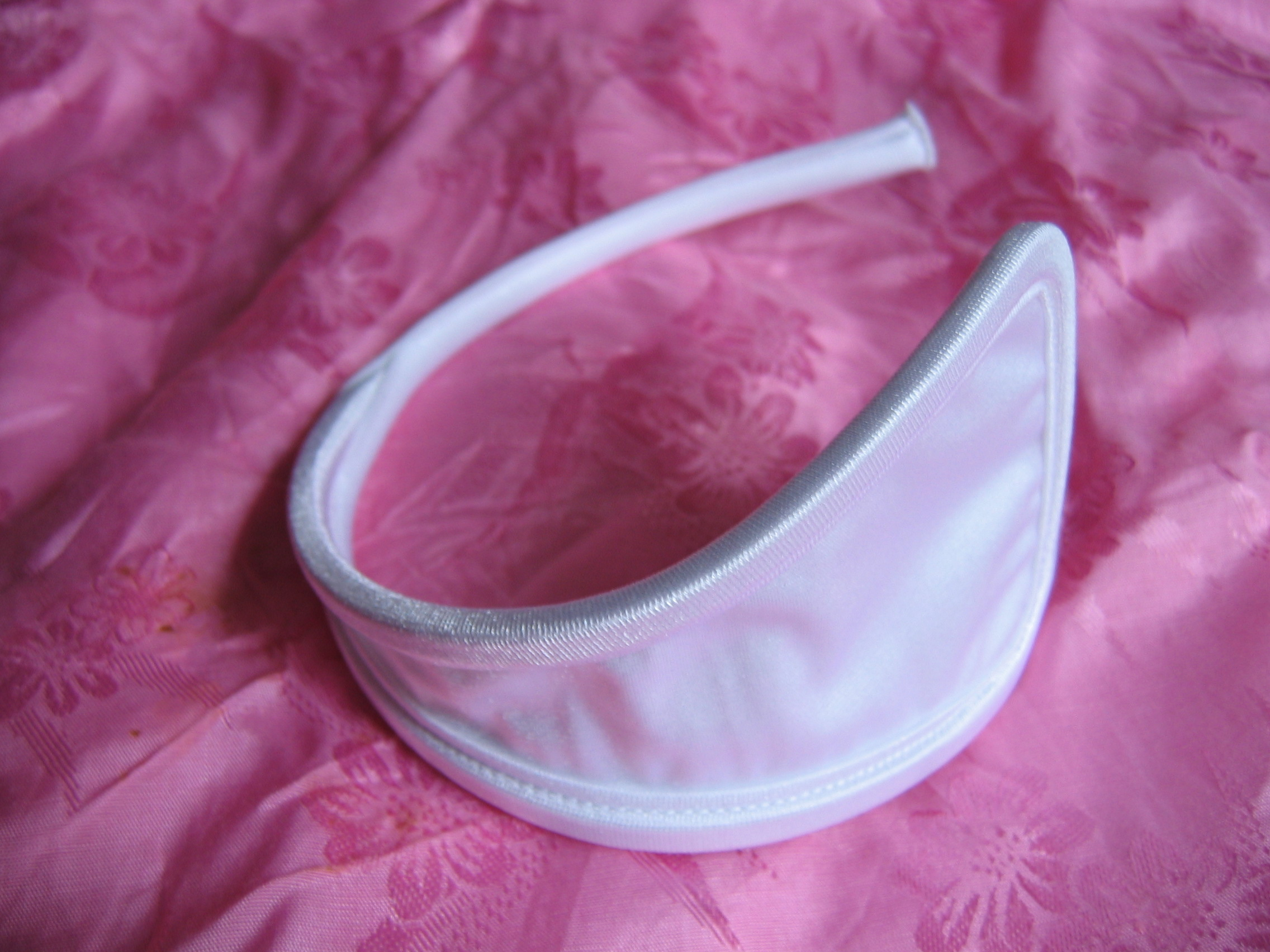
C-string

### Klasická tanga
Nejrozšířenější styl, přední díl je stejný jako u slipových kalhotek, se zadním dílem trojúhelníkového tvaru je spojený širšími pruhy látky.

### G-string
Přední díl bývá menší než u běžných tang, ve tvaru trojúhelníku, se zadním dílem je spojený jen tenkými šňůrkami. Plavky tohoto typu se často zavazují na bocích.

### V-string
Podobný typ jako G-string, boční šňůrky se však rozbíhají od hýždí na boky a vytváří tvar písmene V.

### T-back
U tohoto typu jsou šňůrky kolem boků jednoduše spojeny s jediným proužkem mezi hýžděmi, zadní díl má poté tvar písmene T.

### T-front

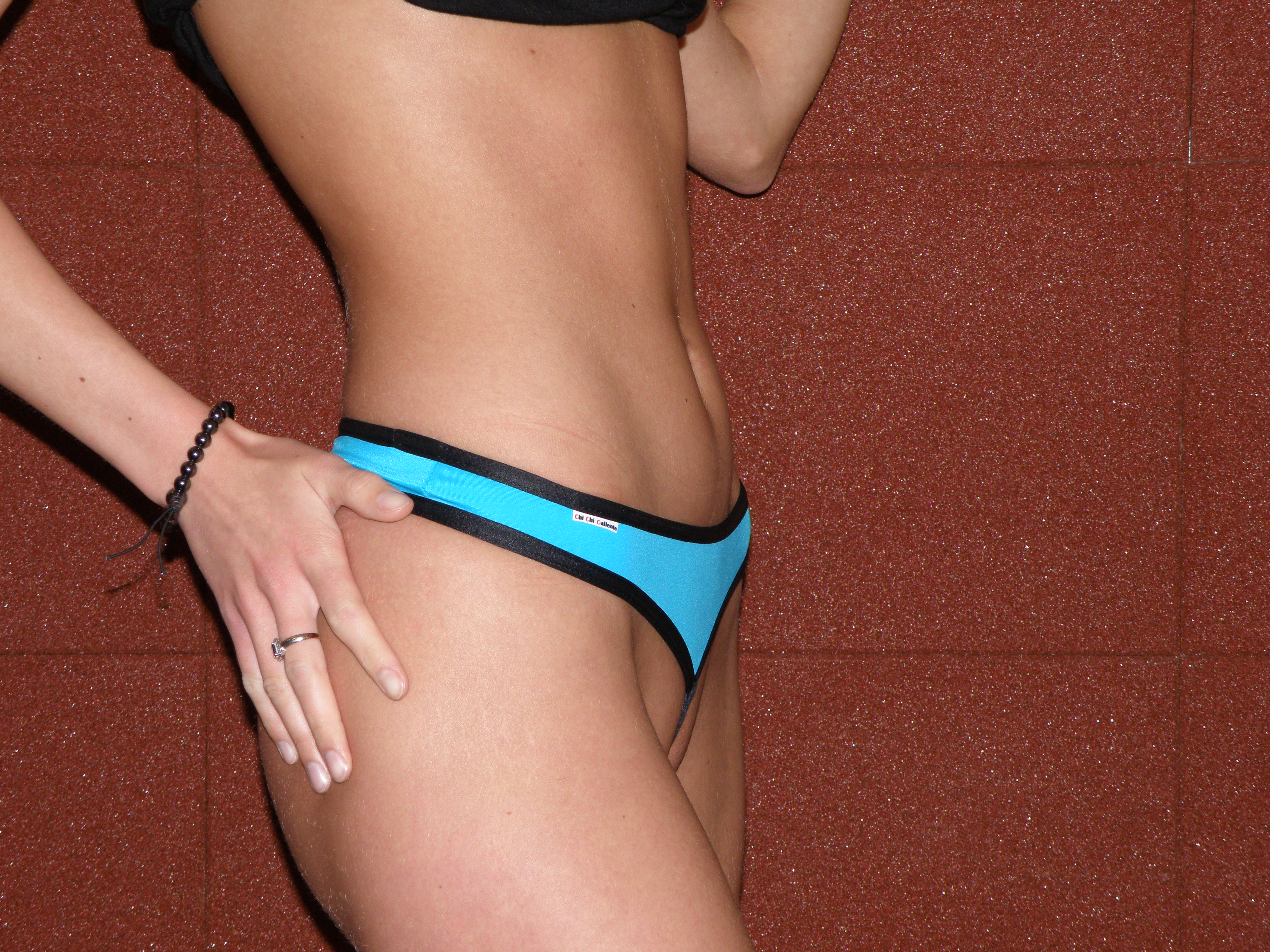
Tanga T-front

Typ kalhotek tanga T-front (tzv. přední tanga) nezakrývá genitálie, nýbrž šňůrka je prodloužena i do přední části a prochází stydkou štěrbinou.
Nad klitorisem může být trojúhelníček látky, symbolizující klasický tvar.

### C-string
Nejmenší typ spodního prádla, vepředu je pouze trojúhelník zakrývající genitálie. Pružná kostra na bocích a mezi hýžděmi drží prádlo na místě.

## Kontroverze
Ve většině zemí západního světa jsou tanga akceptována, nicméně v některých konzervativních oblastech mohou (zejména plavky) vzbuzovat pohoršení. Zcela nepřijatelné pak může být nošení tohoto typu plavek v některých zemích Arabského světa, jako například Saúdská Arábie.
Někteří lékaři také spojují nošení tang se zvýšeným rizikem vzniku vaginálních infekcí, ale přímá spojitost nebyla prokázána.